# Eurytomomma atricoxa
Eurytomomma atricoxa är en stekelart som beskrevs av Girault 1927. Eurytomomma atricoxa ingår i släktet Eurytomomma och familjen puppglanssteklar. Inga underarter finns listade i Catalogue of Life.